# Rum Kalesi
Rumkale o Rum Kalesi (turc: Rumkale; àrab: قلعة الروم, Qalʿat ar-Rūm, ‘Castell dels Romans’), anomenat Ranculat pels croats, és una antiga fortalesa en el districte de Yavuzeli, a la província de Gaziantep, Turquia, situada a la riba dreta de l'Eufrates, al nord-nord-oest de Birecik, en una roca a la vora del riu Merziman en la confluència amb l'Eufrates. Avui dia només en queden unes restes i les ruïnes d'un convent armeni i d'una mesquita, tot de difícil accés.
Probablement correspon a la històrica vila de Shitamrat conquerida per Salmanasar III el 855 aC. Posteriorment fou anomenada Urima (en armeni Uremna, més tard Hromklay o Hromgla). Fou un bisbat armeni que va subsistir com a mínim fins al temps de Mateu d'Edessa. Segurament és el lloc anomenat Kala Romayta pels autors siríacs com Miquel el Sirià i Bar Hebraeus, i Rhomaion Koula pels romans d'Orient. El 1102 fou incorporada al comtat d'Edessa. L'esposa de Joscelí II d'Edessa la va cedir al patriarca armeni (1151) i el catolicós armeni Grigor III Pahlavuni s'hi va establir a petició dels armenis i dels francs del comtat (que des de 1145 tenia capital a Tell Bashir) i hi va residir fins al 1292; a la fortalesa residien cristian jacobites i armenis. El 1260 les forces d'Hulagu van creuar l'Eufrates per Rum Kalesi i altres llocs. El maig de 1280 fou atacada pel soldà Qalawun, però després de 5 dies de lluita se'n van retirar. El 1292 els mamelucs van fer una nova expedició i després de 33 dies la van conquerir el 29 de juny de 1292; fou saquejada i la població massacrada; el catolicós Stepanos IV de Romqla fou enviat a Damasc, on va morir el 1293; el patriarca següent, Grigor VII d'Anazarbe, es va instal·lar a Sis, capital del Regne d'Armènia Menor, que serà la seu del patriarcat fins al 1441. La fortalesa fou reconstruïda i rebatejada Kalat al-Muslimin. El 1373-1374 va quedar afectada per una inundació. El 1517 va passar als otomans i fou inclosa al pashalik d'Alep.